# Rachel Ruto
Rachel Chebet, coniugata Ruto, detta Mama Rachel (Kakamega, 20 novembre 1968), è la first lady del Kenya dal 2023, in quanto moglie di William Ruto.

## Biografia

### Istruzione e carriera
Rachel Chebet è nata nel 1968  a Kakamega.
Frequentò la Likuyani Primary School e la Butere Girls High School, per affrontare gli O e A level. Nel 1985 si trasferì con la famiglia a Sugoi e nel 1988 venne ammessa all'Università Kenyatta. Si laureò con un bachelor of Education e nel 2011 ottenne un master of Arts all'Università Cattolica dell'Africa Orientale.
Ha insegnato alla Kessup Girls, situata nella contea di Elgeyo-Marakwet, per poi lavorare nell'imprenditoria turistica, agricola e dell'ospitalità. Nel 2009 ha fondato la Joyful Women Organization (JOYWO), che si dedica all'emancipazione finanziaria delle donne attraverso la strategia del table banking.

### Second lady del Kenya
Dal 2013 fu la consorte del vicepresidente kenyota. Il 17 gennaio 2014 la Binary University della Malaysia le conferì l'International Honorary Fellowship Award On Women Empowerment.
Nel 2020 lanciò l'iniziativa Mama Cycling con il fine di promuovere il ciclismo, tra i suoi maggiori interessi. Nel 2021 la Commissione dell'Unione africana (UA) e il Forum economico mondiale la nominarono campione di alto livello dell'AU Decade on Women Economic Empowerment and Financial Inclusion.

### First lady del Kenya
Il 13 settembre 2022 è entrata in carica come first lady del Kenya. Nello stesso mese dichiarò che la residenza presidenziale avrebbe accolto funzioni religiose con regolarità. In proposito il quotidiano The Standard sottolineò l'opportunità di mantenere separati gli affari politici da quelli religiosi, vista la laicità di Stato del Kenya.
Nel febbraio 2023, nella riunione dell'Organizzazione delle First Lady Africane per lo Sviluppo (OAFLAD) presso Addis Abeba, annunciò la creazione del Faith Diplomacy Department all'interno del proprio ufficio, con l'intento di favorire la coesione nazionale tramite una "cultura della preghiera" che aiuti a contrastare la violenza di genere  e altri "mali sociali" che causano instabilità nelle famiglie.
A marzo definì le relazioni omosessuali una minaccia per l'istituzione della famiglia, dopo che una sentenza della Corte Suprema decretò il diritto di associazione delle persone LGBT.

## Vita privata
Nel 1991 ha sposato William Ruto, che frequentava dagli anni dell'università.
Hanno cinque figli (Nick, June, Charlene, Stephanie, George) e una figlia adottiva (Nadia Cherono).

## Premi
- 2014 - International Honorary Fellowship Award On Women Empowerment;[1]
- State Commendation Elder of the Golden Heart (EGH).[1]